# Ernst Rabl
Ernst Rabl (* 10. Mai 1942 in Wien) ist ein ehemaliger österreichischer Basketballspieler.

## Laufbahn
Rabl wuchs in Wien auf und legte 1961 die Matura-Prüfungen ab. Er war Fußballtorhüter, trainierte Mitte der 1950er Jahre rund ein halbes Jahr bei Austria Wien mit. 1957 entschloss er sich zum Sportartenwechsel und begann beim SK Handelsministerium Wien mit dem Basketball. 1958 wurde er Basketball-Staatsmeister der Junioren und in die Herrenmannschaft aufgenommen. 1963, 1964 und 1965 errang Rabl mit dem SKH sowie 1971, 1972 und 1973 mit dem UBSC Wien die österreichische Meisterschaft.
Der 1,96 Meter große Flügel- und Innenspieler spielte ebenfalls in Europapokalbewerben, im Landesmeisterpokal maßen sich Rabl und seine Mannschaftskameraden mit europäischen Spitzenvereinen wie Ignis Pallacanestro Varese, Real Madrid und Olimpia Mailand.
Rabl blieb bis 1977 beim UBSC Wien, später spielte er bei den Zweitligisten SV Mödling und Union Döbling. Während seiner Basketballlaufbahn wurde er in 49 Länderspielen eingesetzt, beim 1964 in Genf ausgetragenen Ausscheidungsturnier für die Olympischen Sommerspiele im selben Jahr war Rabl mit 14,4 Punkten je Begegnung bester Korbschütze der österreichischen Mannschaft.
Beruflich war Rabl zunächst bei der Bundesgebäudeverwaltung Wien tätig, ehe er sich im Bankwesen vom Filialangestellten zur Führungskraft hocharbeitete. Später war er als selbständiger Unternehmensberater und Dienstleister im Bereich Führungskräfteschulung, Gruppenführung und -dynamik sowie Strategieentwicklung beschäftigt.